# ColorS
『colorS』（カラーズ）は、玉井詩織の1stアルバ厶。2024年6月4日にEVIL LINE RECORDSより発売された。

## 収録曲

### Disc 1
1. 暁
作詞：こだまさおり / 作曲：Kon-K・佐藤樹/ 編曲：SiZK
2. Another World
作詞：AKIRA / 作曲：岩見直明 / 編曲：設楽哲也
3. 日常
作詞：作詞：矢吹香那 / 作曲・編曲：今村良太
4. Eyes on me
作詞：Kanata Okajima / 作曲：山本玲史 / 編曲：伊藤立
5. Spicy Girl
作詞・作曲・編曲：TeddyLoid
6. 泣くな向日葵
作詞・作曲：コアラモード. / 編曲：小幡康裕
7. HAPPY-END
作詞：つむぎしゃち/作曲・編曲：大西克巳(Blue Bird's Nest)
8. マリンブルー
作詞・作曲：miwa / 編曲：馬渕直純
9. Sepia
作詞：玉井詩織 / 作曲・編曲：Mitsu J.
10. 宝石
作詞・作曲：志磨遼平 / 編曲：春野
11. ベルベットの森
作詞・作曲・編曲：亀田誠治
12. We Stand Alone
作詞・作曲：TAKURO / 編曲：GLAY・亀田誠治
13. Shape
作詞・作曲：及川千春（鋭児）／ 編曲：及川千春（鋭児）、近谷直之
14. 涙目のアリス-NEW SHIORI ver.-
作詞：松井五郎／作曲・編曲：林哲司
15. …愛ですか？-NEW SHIORI  ver.-
作詞：ENA☆ / 作曲：虹音 / 編曲：菊谷知樹 /
16. 風の谷のナウシカ
作詞：松本隆／作曲：細野晴臣／編曲：萩田光雄

### Disc 2(初回限定盤)
- ソロコンサート「いろいろ」（Live at 東京国際フォーラムA　LIVE CD Part1）

### Disc 3(初回限定盤)
- ソロコンサート「いろいろ」（Live at 東京国際フォーラムA　LIVE CD Part2）

### Blu-ray(初回限定盤のみ)
- 『colorSMaking Video ＋ Music Videos』
  - 「colorS」 Making Video
  - 「マリンブルー」Lyric Video
  - 「Sepia」Music Video
  - 「ベルベットの森」Music Video
  - 「Shape」Music Video
- 『豪華ブックレット』
  - アルバムビジュアルフォト
  - ディスコグラフィー
  - Questions & Answers
  - Inspired 12Colors